# صمد سودآور
صمد سودآور بازرگان و نماینده مجلس شورای ملی و واردکننده خودروهای مرسدس بنز به ایران بود.
خاندان سودآور اصالتاً از بهائیان کاشان بودند که در زمان قاجار به عشق‌آباد روسیه (ترکمنستان کنونی) کوچیدند و با نام کاشانسکی به تجارت پرداختند. آقا محمد کاشانسکی و پسرانش، صمد، احمد و فریدون به همراه شمار زیادی از بهائیان عشق‌آباد پس از انقلاب کمونیستی در روسیه به ایران بازگشتند و نام خانوادگی سودآور برگزیدند.
صمد و برادرش احمد در بانک ملی استخدام شدند. سپس شرکت مریخ را تأسیس کردند و امتیاز واردات مرسدس بنز را به ایران به دست آوردند.
صمد سودآور عزت خانم، دختر حاج حسین ملک، ثروتمند نامدار مشهد را به زنی گرفت و در سال ۱۳۲۸ به نمایندگی مشهد به مجلس شورای ملی رفت (دوره شانزدهم).